# Кало, Кристина
Кристина Кало-и-Кальдерон (исп. Cristina Kahlo y Calderón; 1908—1964) — сестра художницы Фриды Кало, которая написала её портрет, известный как «Портрет Кристины, моей сестры». Она также служила моделью для художника Диего Риверы, мужа Фриды, который изобразил Кристину и в обнажённом виде.

## Биография
Кристина Кало родилась 7 июня 1908 года и была младшей дочерью в семье Гильермо Кало и Матильды Кальдерон. Её отец, который работал фотографом, имел от предыдущего брака троих дочерей, единокровных сестёр Кристины и Фриды: Марию Луизу и Маргариту. У них также две полнородные старшие сестры — Матильда и Адриана. Кристина была на 11 месяцев младше Фриды, и они были очень близки. Семья Кало-и-Кальдерон жила в доме, построенном Гильермо в Койоакане, в Мехико.
Семья Кало была бедной, но Гильермо, работавший фотографом во время Мексиканской революции, когда это занятие не могло приносить стабильный доход, сумел оплатить её образование. Кристина вышла замуж и родила двоих детей: Изольду и Антонио. Муж Кристины бросил её после рождения Антонио. Когда Фрида и Диего вернулись в Мексику в качестве успешных художников, Кристина стала выступать в качестве их модели. Она была одной из любимых тем в творчестве Диего, и он часто изображал её обнаженной. Вскоре после очередного разрыва с Фридой Диего завёл роман с Кристиной.
Впоследствии Кристина и её дети жили вместе с Диего и Фридой; вместе они были семьёй. В последние годы жизни Фриды Кристина заботилась о ней. После смерти Фриды Кристина жила отдельно от Диего. Диего превратил дом Кристины и Фриды в Койоакане в музей работ Фриды, хотя Кристине это не понравилось.

## Модель Фриды Кало
Кристина и Фрида были очень близки, и Фрида использовала её образ в качестве косвенного и прямого сюжета для некоторых своих картин. Фрида написала портрет своей сестры в самом начале своей карьеры художницы. Искусствоведы отмечают стилистическое сходство этой работы со стилем Диего, созданной ещё до того времени, когда Фрида смогла развить свой собственный стиль.
Хотя на картине Фриды «Моя кормилица и я» (исп. Mi Nodriza y yo) Кристина не изображена, она является её субъектом. На этом полотне Фриду кормит грудью её кормилица, а не её собственная мать, которая, забеременев Кристиной, не могла больше это делать. Кристина также является косвенным субъектом картины Фриды 1937 года «Память (сердце)», представляющей собой автопортрет, где художница изображена с металлическим стержнем, проходящим через пустое пространство в её груди. Искусствоведы предположили, что это символизирует пенетрацию, что в свою очередь служит отсылкой к роману Кристины и Диего. Сердце же её, вытесненное этим стержнем, лежит, будучи раненым и истекающим кровью, на земле, и символизирует огромную боль, которую Фриде принесла измена её мужа с её сестрой.

## Модель Диего Риверы
Кристина Кало была одной из любимых моделей Диего Риверы. Она была изображена на южной стене фрески Риверы «История Мексики». Кристина располагается в самом низу фрески рядом со своими детьми и Фридой, что может свидетельствовать о её важности для Диего. Парное соединение Фриды с Кристины и её детьми противопоставляет их. Фрида выглядит статной, а Кристина — «живой»; Кристина была его любовницей, а Фрида — женой. Кроме того, у Кристины были дети, а у Фриды — нет.
Кристина также фигурирует в «Фигуре знания» Риверы, написанной в здании Министерства здравоохранения. Изображённая в обнажённом виде, она держит цветок в форме йони как символ своей женственности. На другой фреске Риверы в том же здании она также предстаёт без одежды. Ни одно из этих изображений не было задумано как эротическое, а символизировало по замыслу художника здоровье и чистоту.